# Ko'Ol
Ko'Ol is een bestuurslaag in het regentschap Bangkalan van de provincie Oost-Java, Indonesië. Ko'Ol telt 1959 inwoners (volkstelling 2010).